# Idmidronea hula
Idmidronea hula är en mossdjursart som beskrevs av John Borg 1944. Idmidronea hula ingår i släktet Idmidronea och familjen Tubuliporidae. Inga underarter finns listade i Catalogue of Life.